# Le Ménil-Vicomte
Le Ménil-Vicomte település Franciaországban, Orne megyében. Lakosainak száma 26 fő (2022. január 1.). Le Ménil-Vicomte Coulmer, Croisilles, Lignères és Ménil-Froger községekkel határos.

## Népesség
A település népességének változása:
| Lakosok száma | 38   | 29   | 26   | 24   | 23   | 22   | 23   | 25   | 26   |
|               | 2013 | 2015 | 2016 | 2017 | 2018 | 2019 | 2020 | 2021 | 2022 |